# آموروسور
آموروسور (نام علمی: Amurosaurus) نام یک گونه از تیره هادروسارید است.